# Рубин (конструкторское бюро)
Центральное конструкторское бюро морской техники «Рубин» — советское и российское предприятие в области проектирования подводных лодок, как дизель-электрических, так и атомных. Ведёт свою историю от Техбюро № 4 Балтийского судостроительного завода, где в 1926 году под руководством Б. М. Малинина началось проектирование и строительство дизель-электрических подводных лодок СССР. С 1 апреля 1938 года было юридически оформлено рождение новой самостоятельной организации ЦКБ-18, первым начальником был Г. В. Орлов.

## Основные виды деятельности
- научно-исследовательские и опытно-конструкторские работы в области разработки морской техники;
- разработка проектов морских ледостойких стационарных платформ;
- разработка проектов технических средств освоения углеводородных месторождений континентального шельфа;
- выпуск проектной документации.

## История
| Дата                             | Событие |
| -------------------------------- | --- |
| 1 января 1901 по новому стилю    | Морское министерство по докладу председателя Морского технического комитета вице-адмирала И. М. Дикова, управляющим Морским министерством вице-адмиралом П. П. Тыртовым был утверждён состав комиссии при МТК по кораблестроению «для проектирования полуподводных судов в составе старшего помощника судостроителя И. Г. Бубнова (по кораблестроению), помощника старшего инженера-механика И. С. Горюнова (по механике) и лейтенанта М. Н. Беклемишева (по электротехнике) вследствие выраженного ими предварительного согласия добровольно и охотно посвятить себя решению этого вопроса». |
| 4 января 1901 по новому стилю    | Главный Инспектор Кораблестроения Н. Е. Кутейников направил письма И. Г. Бубнову, И. С. Горюнову и М. Н. Беклемишеву с приглашением приступить к работе в комиссии по проектированию подводных лодок. |
| 13 января 1901 по новому стилю   | На Балтийский завод зачислен на службу И. Г. Бубнов для работы над проектом первой боевой подводной лодки «Дельфин». |
| 3 мая 1901                       | Комиссия в составе И. Г. Бубнова, М. Н. Беклемишева, И. С. Горюнова представила Главному Инспектору Кораблестроения Н. Е. Кутейникову разработанный ими проект «миноносца № 113», впоследствии, получивший название подводная лодка «Дельфин». |
| июль 1901                        | 5 июля 1901 г. проект был утверждён и Балтийскому судостроительному заводу был выдан заказ на постройку «миноносца № 113». |
| 1903                             | И. Г. Бубнов назначен начальником Кораблестроительной чертёжной Морского технического комитета (МТК), где проектировались подводные лодки (и надводные корабли). И. Г. Бубнов в Кораблестроительной чертёжной МТК разработал проекты ПЛ «Касатка» (1903), «Минога» (1905), «Акула» (1905), «Морж» («Нерпа») (1909), типов «Барс» (1912). |
| март 1906                        | На Балтийском судостроительном заводе образован Отдел подводного плавания (отдел Подплава). Главным строителем подводных лодок и заведующим отдела Подплава на Балтийском заводе был И. Г. Бубнов. Отдел Подплава занимался выпуском рабочих чертежей, строительством и ремонтом ПЛ. В числе первых работников отдела были инженер-технолог Г. Г. Бубнов, чертёжник И. Яковлев, помощник мастера Г. Э. Ругэ и в помощь М. В. Стецюра и В. Ф. Попов. |
| 1910                             | И. Г. Бубнов перешёл на должность консультанта Балтийского завода. Заведующим отдела Подплава стал его брат Г. Г. Бубнов |
| 1912                             | И. Г. Бубнов ушёл с должности консультанта на Балтийском заводе и перешёл на должность консультанта Судостроительного акционерного общества «Ноблесснер» в г. Ревель. С И. Г. Бубновым ушли все чертёжники и наиболее опытные мастера (38 чел.) и Г. Г. Бубнов. Заведующим отдела Подплава на Балтийском заводе стал В. Т. Струнников |
| 1 сентября 1915                  | К. И. Руберовский назначен заведующим Технического Бюро Отдела подводного плавания Балтийского завода. Последний проект русской подводной лодки в царской России («Генерал-майор Бубнов»), который начал реализовываться в металле был недостроен. Проектирование новых подводных лодок российских инженеров, которые в дальнейшем реализовывались в металле, прервалось на 11 лет. (Балтийский завод подчинялся Совету по управлению заводами морского ведомства, который управлялся Морским министерством). |
| 1 апреля 1917                    | К. И. Руберовский назначен заведующим Отдела подводного плавания Балтийского завода. |
| 16 октября 1917 - 7 октября 1918 | Б. М. Малинин назначен заведующим Технического Бюро Отдела подводного плавания Балтийского завода. (7 октября 1918 г. уволен со службы). |
| 1 января 1918                    | Подводное кораблестроение в России было прекращено, судостроительные заводы национализированы. Балтийский завод был подчинён Верховной морской коллегии Российской Советской Республики, образованной постановлением Совнаркома Республики от 11 (24) декабря 1917 г., Совещанию по судостроению при Высшем Совете Народного хозяйства (ВСНХ). 18 (31) января 1918 г. Верховная морская коллегия Российской Советской Республики была переименована в Верховную морскую коллегию РСФСР. 22 февраля 1918 г. Верховная морская коллегия РСФСР была преобразована в Народный комиссариат по морским делам РСФСР. |
| 1 мая 1919                       | Б. М. Малинин переехал в Москву и поступил на работу в ВСНХ, где был назначен на должность заведующего судостроительной секции Отдела Металла. В. Т. Струнников в 1918—1919 годах был заместителем председателя Комиссии по судостроению Главного Комитета Государственных Сооружений. |
| 1919                             | К. И. Руберовский был назначен начальником механического отдела, а затем главным механиком Балтийского завода. В 1919 г. Балтийский завод подчинялся Чрезвычайной комиссии по ремонту железнодорожного подвижного состава ВСНХ. Был полностью утерян опыт проектирования подводных лодок, одним из носителей которых был И. Г. Бубнов. После его смерти в 1919 г. не осталось ни его учеников, в этой специфической области, ни теоретических работ, методик, расчётов и объяснительных записок. Только готовые корабли и их чертежи по признанию С. А. Базилевского. (12 сентября 1919 г., был учреждён Совет военной промышленности (СВП), который организовал Центральное правление военно-морскими заводами (ЦЕПВМОРЗ) и утвердил о нём первое положение 23 декабря 1919 г. В ЦЕПВМОРЗ вошёл Балтийский завод). |
| 5 июля 1920                      | Б. М. Малинин возвращается на Балтийский завод и снова назначается заведующим Технического Бюро Отдела подводного плавания Балтийского завода. C 1920 г. Балтийский завод был подчинён Управлению военной и военно-морской промышленности Петроградского СНХ. Приказом от 18 апреля 1921 г., изданным Чусоснабармом (чрезвычайный уполномоченный Совета обороны по снабжению армии) и председателем президиума ВСНХ (обе эти должности совмещал А. И. Рыков), Совет военной промышленности со всеми подчинёнными ему органами был передан в состав ВСНХ с подчинением президиуму последнего. В июле 1921 г. Балтийский завод был передан в непосредственное ведение Президиума ВСНХ. В августе 1921 г. Совет военной промышленности был переименован в Главное управление военной промышленности (Главвоенпром). 26 ноября 1921 г. Балтийский завод вошёл в состав Петроградского отделения (Главвоенпром) военной промышленности (Петровоенпром) (образован 2 сентября 1921 г.). (ПСНХ).                                                                                            |
| 1 октября 1922                   | Заведующим Отдела подводного плавания Балтийского завода был назначен Б. М. Малинин. В октябре 1922 г. Петровоенпром реорганизован в Управление военной и военно-морской промышленности Северо-Западной области (Севзапвоенпром) и находился в ведении Главвоенпрома ВСНХ РСФСР (с ноября 1923 г. ВСНХ СССР) |
| 10 октября 1924                  | Отдел Подплава на Балтийском судостроительном заводе был расформирован и прекратил своё существование в виду отсутствия заказов на проектирование и строительство ПЛ. В 1924 г. Балтийский завод был подчинён Ленинградскому государственному всесоюзному судостроительному тресту (СУДОТРЕСТ) главного управления машиностроения и металлообработки ВСНХ СССР. (Судотрест был образован постановлениями Севзаппромбюро от 30 ноября и 8 декабря 1921 г.) |
| 1 ноября 1926                    | На Балтийском судостроительном заводе создано новое Техническое бюро № 4 (ТБ-4). Начальником бюро был назначен Б. М. Малинин. Бюро состояло из 3-х инженеров (Малинин Б. М., Крюгер Э. Э., Щеглов А. Н.) и 4-х чертёжников-конструкторов (всего 7 чел.) Впервые на подразделение Балтийского завода (ТБ-4) возлагались функции ремонта, строительства и проектирования ПЛ. |
| 20 июля 1930                     | Назначен временно исполняющий обязанности заведующего ТБ-4 Балтийского завода П. В. Белкин. (Судотрест Главного управления машиностроения и металлообработки ВСНХ СССР был ликвидирован приказом ВСНХ СССР от 17 марта 1930 г., заводы переданы объединению «Союзверфь»). Государственное всесоюзное объединение морского судостроения («СОЮЗВЕРФЬ») образовано постановлением Совнаркома СССР от 31 января 1930 г. на базе Судотреста. За военное кораблестроение отвечало Главное управление морской и судостроительной промышленности (Главморпром) ВСНХ СССР. |
| июль 1930                        | Создано Особое техническое бюро экономического управления при полномочном представительстве Объединённого государственного политического управления в Ленинградском военном округе (ОТБ ЭКУ ПП ОГПУ в ЛВО) на территории Балтийского завода. Техническим руководителем ОТБ был назначен А. Н. Асафов. (В 1930 г. было организовано Техническое отделение ЭКУ ОГПУ, руководившее работами специальных ОКБ, использовавших труд заключённых специалистов. Начальник ЭКУ ОГПУ (1930—1936) — Л. Г. Миронов (Каган) — комиссар госбезопасности 2 ранга. 15 мая 1930 г. за № 139 появился «Циркуляр Высшего Совета Народного Хозяйства и Объединённого государственного политического управления» — «Об использовании на производствах специалистов, осуждённых за вредительство», подписанного председателем ВСНХ В. В. Куйбышевым и зам. председателя ОГПУ Г. Г. Ягодой.) |
| 18 января 1931                   | Организовано хозрасчётное Центральное конструкторское бюро по специальному судостроению (ЦКБС), входившее в состав «Союзверфи»(под руководством Государственного Всесоюзного объединения морского судостроения наркомата тяжёлой промышленности СССР. г. Ленинград с 5 января 1932 г.) и подчинённое его правлению. III отдел ЦКБС занимался подводными лодками и в него полностью вошло Техбюро № 4. Начальником III отдела ЦКБС был назначен Н. И. Казанский. Территориально III отдел остался на Балтийском заводе. (I отдел — кораблестроительный (начальник — А. И. Маслов) , II — отдел (начальник — А. В. Сперанский) механический располагались в главном здании Северной верфи на 4-м и 3-м этажах). На 4-м этаже расположились кораблестроительный и механический отделы, а руководство, плановый отдел, бухгалтерия, архив и копировка разместились на 3-м этаже. Руководителем ЦКБС был назначен Я. А. Саук, занимавшийся надводным судостроением. Электротехнического отдела не было, поэтому отделы ЦКБС пользовались услугами конструкторского бюро Электромортреста. |
| 20 апреля 1931                   | III отдел ЦКБС и Особое техническое бюро ОГПУ на территории Балтийского завода объединены в Особое конструкторско-техническое бюро № 2 (ОКТБ-2). Руководителем ОКТБ-2 был назначен А. Н. Асафов с подчинением ОГПУ в ЛВО. |
| 1 апреля 1932                    | ОКТБ-2 было реорганизовано в Центральное конструкторское бюро специального (подводного) судостроения № 2 (ЦКБС-2) самостоятельную хозяйственную организацию с подчинением правлению «Союзверфи». Начальником был назначен А. И. Кравцов. Главморпром перешёл в НКТП СССР. (В это же время на базе I отдела ЦКБС было создано ЦКБС-1, а в 1937 г. переименовано в ЦКБ-17). |
| 23 сентября 1932                 | Начальником ЦКБС-2 назначен П. А. Ангаров |
| 9 сентября 1935                  | Начальником ЦКБС-2 (в подчинении ГУСП) назначен Г. В. Орлов. («Союзверфь» в апреле 1933 г. преобразована в Главное Управление Судостроительной промышленности (ГУСП) наркомата тяжёлой промышленности и переведена в г. Москва) |
| 1 октября 1935                   | ЦКБС-2 перешло в подчинение Балтийского завода. |
| январь 1937                      | ЦКБС-2 стало называться Центральное конструкторское бюро № 18 (ЦКБ-18), находясь в подчинении Балтийского завода.(Приказ НКОП СССР № 06 от 30.12.36 г.)(НКОП СССР образован 8 декабря 1936 года из ГУСП Наркомата тяжёлой промышленности СССР). |
| 1 апреля 1938                    | ЦКБ-18 стало самостоятельной хозяйственной проектной организацией, вышла из подчинения Балтийского завода и перешла в подчинение 2-му Главному управлению народного комиссариата оборонной промышленности (НКОП). Одновременно Бюро получило устав производственного предприятия. 1 апреля 1938 г. юридически было оформлено рождение новой самостоятельной организации ЦКБ-18 (ЦКБ МТ «Рубин»), которая занималась полным циклом проектирования дизель-электрических подводных лодок. Это была первая проектная организация в Советском Союзе, занимающаяся проектированием дизель-электрических подводных лодок. Начальник Г. В. Орлов. До 1938 г. в Императорской России и Советском Союзе не было юридически самостоятельных проектных организаций по подводным лодкам. ЦКБ-18 переехало с Балтийского завода в новое здание на Суворовском проспекте, д. 50. |
| 10 января 1940                   | Начальником ЦКБ-18 становится П. А. Апухтин. (С 11 января 1939 года ЦКБ-18 находилось в подчинении Народного комиссариата судостроительной промышленности СССР, образованного из НКОП СССР). |
| 1 августа 1941                   | Во время Великой Отечественной войны ЦКБ-18 переехало в г. Горький и приступило к работе 1 августа. Эшелон из 10 вагонов и 2-х платформ отбыл из Ленинграда 18 июля, а прибыл в г. Горький 22 июля 1941 г. Первое время конструкторы работали в мансардном помещении гостиницы «Россия». К 1 сентября бюро переехало в Горьковский институт водного транспорта. В этом здании ЦКБ-18 находилось до возвращения в г. Ленинград. |
| 14 апреля 1943                   | Начальником ЦКБ-18 становится А. И. Меркурьев |
| май — июнь 1945                  | ЦКБ-18 возвращается в г. Ленинград. |
| 6 июля 1945                      | Начальником ЦКБ-18 назначен А. А. Антипин. (15 марта 1946 года образовано Министерство судостроительной промышленности СССР из Народного комиссариата судостроительной промышленности СССР). |
| 19 января 1949                   | Начальником ЦКБ-18 назначен Ф. Ф. Полушкин |
| 18 марта 1950                    | Начальником ЦКБ-18 назначен С. А. Егоров |
| 19 декабря 1951                  | Начальником ЦКБ-18 назначен П. П. Пустынцев |
| 1963                             | За заслуги в создании атомных ракетных подводных лодок ЦКБ-18 награждено орденом Ленина. |
| 1 октября 1966                   | ЦКБ-18 переименовано в «Ленинградское проектно-монтажное Бюро „Рубин“» (ЛПМБ «Рубин»). |
| 1968                             | Конструкторское бюро торпедных аппаратов (КБА) из ЛПМБ «Рубин» передано в «Союзное проектно-монтажное бюро „Малахит“» (СПМБМ «Малахит»). |
| 1970                             | Работы по созданию глубоководных аппаратов переданы в СПМБМ «Малахит». |
| 16 марта 1974                    | Начальником ЛПМБ «Рубин» назначен И. Д. Спасский. |
| 2 сентября 1989                  | ЛПМБ «Рубин» переименовано в Центральное конструкторское бюро морской техники «Рубин». |
| январь 2007                      | Генеральным директором назначен В. А. Здорнов. |
| 18 ноября 2008                   | ФГУП «ЦКБ МТ „Рубин“» преобразовано в Открытое акционерное общество Центральное конструкторское бюро морской техники «Рубин» (ОАО «ЦКБ МТ „Рубин“»). |
| 2 декабря 2009                   | Генеральным директором назначен А. А. Дьячков. |
| 1997—2010                        | Авторское руководство строительством дизель-электрической подводной лодки Б-585 «Санкт-Петербург» проекта 677 на Адмиралтейских верфях. |
| 29 июня 2012                     | Генеральным директором назначен И. В. Вильнит. |

## Разработанные проекты подводных лодок

### В период Второй мировой войны
- Подводные лодки типа «Декабрист».
- Подводные лодки типа «Ленинец».
- Подводные лодки типа «Малютка».
- Подводные лодки типа «Правда».
- Подводные лодки типа «Щука».
- Подводные лодки типа «Сталинец».
- Подводные лодки типа «Крейсерская».

### Дизель-электрические подводные лодки
- проект 611 — большие океанские подводные лодки.
- проект 613 — средние подводные лодки.
- проект 615 — малые подводные лодки.
- проект 633 — средние подводные лодки.
- проект 641 — большие океанские подводные лодки.
- проект 636 — многоцелевые дизельные подводные лодки.
- проект 651 — дизельные подводные лодки с крылатыми ракетами.
- проект 677 — дизельные многоцелевые лодки 4-го поколения.
- проект 877 — многоцелевые дизельные подводные лодки.
- совместный с итальянцами проект S1000.

### Атомные подводные лодки
- проект 658 — ПЛАРБ 1-го поколения.
- проект 659 — ПЛАРК 1-го поколения.
- проект 675 — ПЛАРК 1-го поколения, развитие проекта 659.
- проект 667А «Навага» — РПКСН 2-го поколения, 16 ракет Р-27.
- проект 667Б «Мурена» — РПКСН 2-го поколения, 12 ракет Р-29.
- проект 667БД «Мурена-М» — РПКСН 2-го поколения, 16 ракет Р-29Д.
- проект 667БДР «Кальмар» — РПКСН 2-го поколения, 16 ракет Р-29Р.
- проект 667БДРМ «Дельфин» — РПКСН 2-го поколения, 16 ракет Р-29РМ, впоследствии — Р-29РМУ2.
- проект 685, К-278 «Комсомолец» — ПЛАТ 3-го поколения, рекордсмен по глубине погружения.
- проект 941 «Акула» — ТРПКСН 3-го поколения, 20 ракет Р-39 (комплекс Д-19).
- проект 949 «Гранит» и проект 949А «Антей» — ПЛАРК 3-го поколения, 24 ракеты П-700 Гранит.
- проект 955 «Борей» (955А «Борей-А») — РПКСН 4-го поколения, 16 БРПЛ Р-30 «Булава».
- проект 09852 «Белгород» — АПЛСН 3 — 4-го поколения, ядерные торпеды «Посейдон».

## Другие разработки ЦКБ МТ «Рубин»
- Разработана конструкторско-технологическая документация для утилизации атомных подводных лодок первого, второго и третьего поколений[6].
- ПТВ-2000 — трамвай
- Электропоезд «Сокол»
- Экскурсионные подводные лодки «Нептун» (проект 19730 «Ихтиандр») и «Садко».
- Судопропускное сооружение С-1 комплекса защитных сооружений
- АНПА [автономный необитаемый подводный аппарат] лёгкого класса, глайдеры, средства освещения подводной обстановки и пр.[7]

## Руководство ЦКБ-18 (ЦКБ МТ «Рубин»)
- Орлов, Григорий Варфоломеевич: с 1938 года — начальник ЦКБ-18
- Апухтин, Пётр Акимович: с 1940 года — начальник ЦКБ-18
- Меркурьев, Алексей Иванович: с 1943 года — начальник ЦКБ-18
- Антипин, Алексей Александрович: с 1945 года — начальник ЦКБ-18, главный конструктор
- Полушкин, Фёдор Фёдорович: с 1949 года — начальник ЦКБ-18, главный конструктор
- Егоров, Сергей Алексеевич: с 1950 года — начальник ЦКБ-18, главный конструктор
- Пустынцев, Павел Петрович: с 1951 года — начальник ЦКБ-18, начальник ЛПМБ «Рубин», главный конструктор
- Спасский, Игорь Дмитриевич: с 1974 года — начальник ЛПМБ «Рубин», главный конструктор, с 1983 года — генеральный конструктор
- Здорнов, Владимир Анатольевич: с 2007 года — генеральный директор, генеральный конструктор, с 2004 года — генеральный конструктор
- Дьячков, Андрей Аркадьевич: с 2009 года — генеральный директор
- Вильнит, Игорь Владимирович: с 2012 года — генеральный директор, с 2014 года — генеральный конструктор, генеральный директор, с 2016 года — генеральный директор

## Санкции
Из-за вторжения России на Украину предприятие находится под санкциями всех стран Евросоюза, США, Украины и Японии. 21 февраля 2024 года бюро включено в санкционный список Канады против организаций связанных с военно-промышленным комплексом»».